# Сайгатіна
Сайга́тіна (рос. Сайгатина) — присілок у складі Сургутського району Ханти-Мансійського автономного округу Тюменської області, Росія. Входить до складу Солнечного сільського поселення.
Населення — 1196 осіб (2010, 822 у 2002).
Національний склад станом на 2002 рік: росіяни — 52 %.